# Transmutations
Transmutations – trzeci album studyjny amerykańskiego zespołu Yakuza.

## Lista utworów
1. Meat Curtains
2. Egocide
3. Congestive Art-Failure
4. Praying For Asteroids
5. Raus
6. Steal The Fire
7. The Blinding
8. Existence Into Oblivion
9. Perception Management
10. Black Market Liver
11. Zombies

## Teledyski
- "Congestive Art-Failure" (2007, reż. Justin Baron)[6]
- "Black Market Liver" (2007, reż. Sara Jean)[7]